# Thanetiano
| Periodo                                                                                     | Epoca               | Piano          | Età (Ma)    |
| ------------------------------------------------------------------------------------------- | ------------------- | -------------- | ----------- |
| Neogene                                                                                     | Miocene             | Aquitaniano    | Più recente |
| Paleogene                                                                                   | Oligocene           | Chattiano      | 27,30       |
| Paleogene                                                                                   | Oligocene           | Rupeliano      | 33,9        |
| Paleogene                                                                                   | Eocene              | Priaboniano    | 37,71       |
| Paleogene                                                                                   | Eocene              | Bartoniano     | 41,03       |
| Paleogene                                                                                   | Eocene              | Luteziano      | 48,07       |
| Paleogene                                                                                   | Eocene              | Ypresiano      | 56,00       |
| Paleogene                                                                                   | Paleocene           | Thanetiano     | 59,24       |
| Paleogene                                                                                   | Paleocene           | Selandiano     | 61,66       |
| Paleogene                                                                                   | Paleocene           | Daniano        | 66,00       |
| Cretacico                                                                                   | Cretacico superiore | Maastrichtiano | Più antico  |
| Suddivisione del Paleogene secondo la Commissione internazionale di stratigrafia dell'IUGS. |                     |                |             |

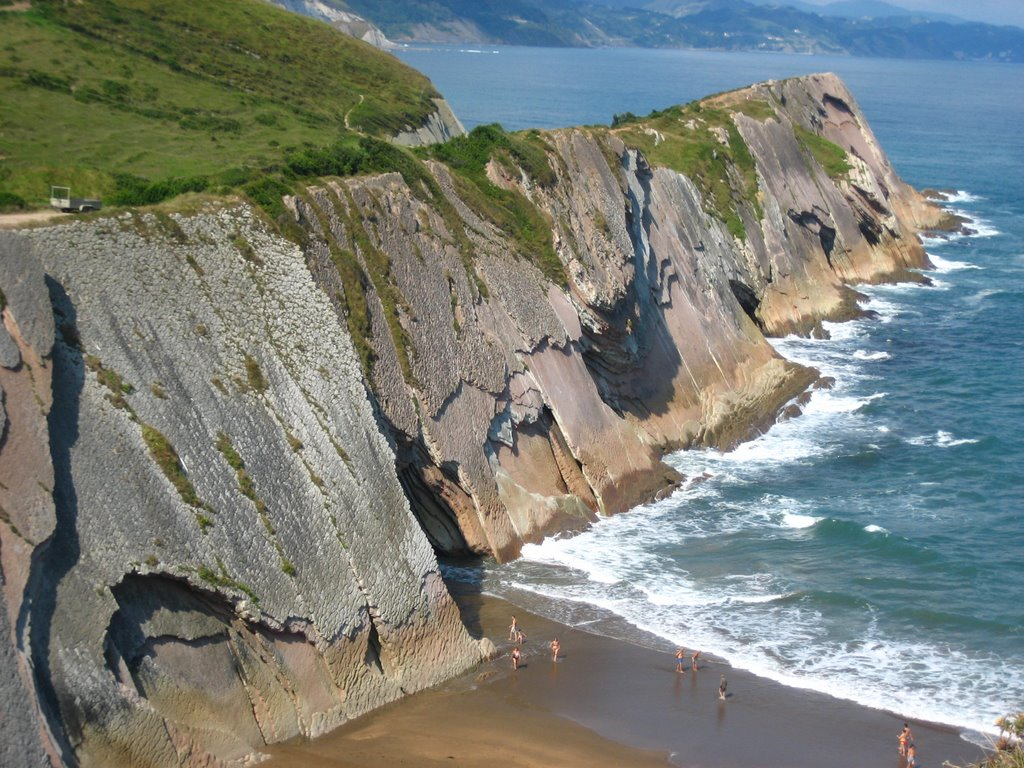
Lo stratotipo di riferimento nella spiaggia di Zumaia in Spagna.

Nella scala dei tempi geologici, il Thanetiano (o Paleocene superiore) è l'ultimo dei tre piani o stadi stratigrafici in cui è suddiviso il Paleocene. È preceduto dal Selandiano e seguito dall'Ypresiano, il primo dei tre piani del successivo Eocene.
Copre un periodo compreso tra 59,24 milioni di anni fa (Ma) e 56,00 milioni di anni fa.

## Definizioni stratigrafiche e GSSP
Il piano Thanetiano fu stabilito dal geologo svizzero Eugène Renevier nel 1873. Il nome deriva da quello dall'isola di Thanet, nel Kent (sud-est dell'Inghilterra). L'isola di Thanet ha dato il nome anche alla formazione sabbiosa Thanet che è il più antico deposito del Cenozoico nel bacino londinese.
La base del Thanetiano è situata alla base della cronozona magnetica C26n.

Il limite superiore del Thanetiano, nonché base del successivo Ypresiano, è definito dalla forte anomalia negativa nei valori del δ13C in corrispondenza del massimo termico Paleocene-Eocene.

### GSSP
Il GSSP, il profilo stratigrafico di riferimento della Commissione Internazionale di Stratigrafia, è stato identificato nelle rocce della spiaggia di Itzurun, presso  Zumaia, un villaggio dei Paesi Baschi nel nord della Spagna.
Le sue coordinate sono: latitudine 43° 18'N e longiitudine 2° 16'W.

## Reperti fossili

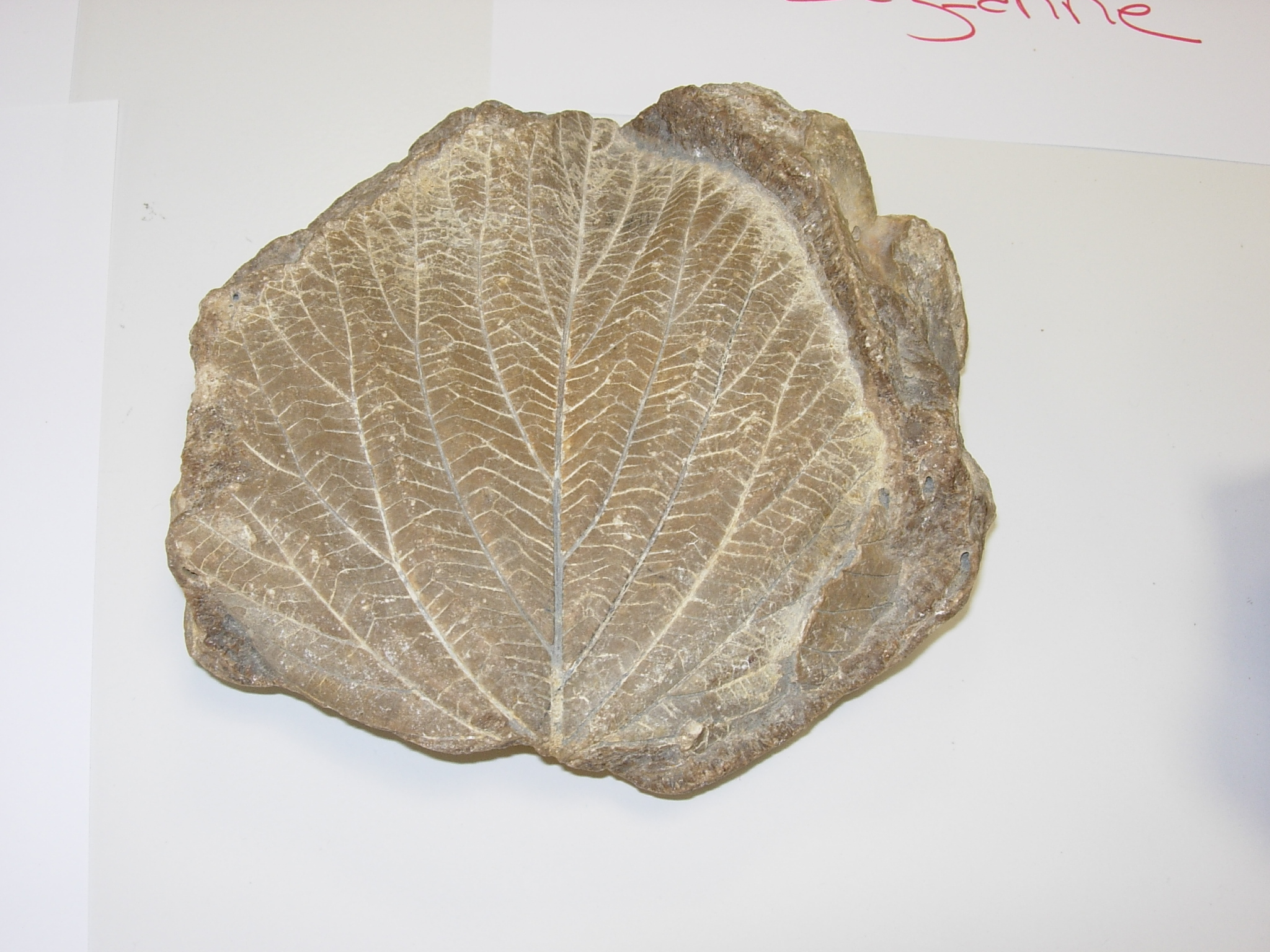
Cissus primaeva, pianta delle vitaceae, fossilizzata nel travertino thanetiano di Sézanne in Francia.

Reperti fossili rappresentativi del piano thanetiano sono ben evidenti nel travertino di Sézanne, in Francia, ricco di impronte di vegetali caratteristiche di un clima più caldo dell'attuale.